# Гаунсфілд (Нью-Йорк)
Гаунсфілд (англ. Hounsfield) — місто (англ. town) в США, в окрузі Джефферсон штату Нью-Йорк. Населення — 3281 особа (2020).

## Демографія
Згідно з переписом 2010 року, у місті мешкало 3466 осіб у 1449 домогосподарствах у складі 934 родин. Було 2113 помешкання
Расовий склад населення:
| - 95,7 % — білих - 1,6 % — чорних або афроамериканців - 0,5 % — азіатів - 0,4 % — корінних американців - 0,2 % — вихідців з тихоокеанських островів |

До двох чи більше рас належало 1,3 %. Частка іспаномовних становила 2,4 % від усіх жителів.
За віковим діапазоном населення розподілялося таким чином: 22,2 % — особи молодші 18 років, 64,1 % — особи у віці 18—64 років, 13,7 % — особи у віці 65 років та старші. Медіана віку мешканця становила 40,3 року. На 100 осіб жіночої статі у місті припадало 96,5 чоловіків;  на 100 жінок у віці від 18 років та старших — 98,5 чоловіків також старших 18 років.
Середній дохід на одне домашнє господарство  становив 68 442 долари США (медіана — 52 971), а середній дохід на одну сім'ю — 83 522 долари (медіана — 67 039). Медіана доходів становила 53 201 долар для чоловіків та 50 682 долари для жінок. За межею бідності перебувало 18,0 % осіб, у тому числі 28,2 % дітей у віці до 18 років та 6,3 % осіб у віці 65 років та старших.
Цивільне працевлаштоване населення становило 1278 осіб. Основні галузі зайнятості: освіта, охорона здоров'я та соціальна допомога — 24,6 %, будівництво — 12,8 %, роздрібна торгівля — 12,2 %, публічна адміністрація — 11,8 %.